# Brogitarix

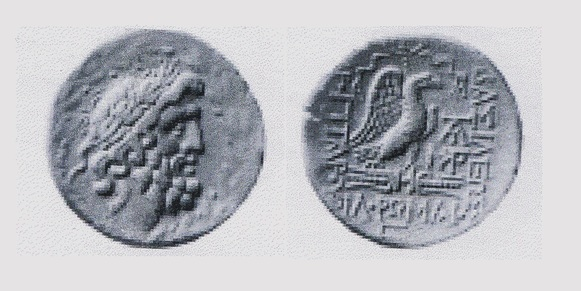
Rey Brogitaro, Tetradracma. (circa 65-50 a. C.). Anverso: cabeza de Zeus con corona de roble. Reverso: águila sobre un rayo con un estandarte militar detrás y las palabras “ΒΑΣΙΛΕΩΣ ΒΡΟΓΙΤΑΡΟΥ ΦΙΛΟΡΩΜΑΙΟΥ” (Rey Brogitarus Amigo de Roma).

Brogitarix, también llamado Brogitaro (latín: Brogitarus), fue un rey de Galacia (Asia Menor) entre los años 63 y 50 a. C., aparentemente cogobernante con su suegro. Se casó con una princesa gálata, hija de Deyótaro I Filorromano, tetrarca de los tolistobogios y también rey de Galacia, y su esposa Berenice (?). Brogitarix fue padre de Amintas, tetrarca de los trocmos y rey de Galacia.